# 旧居留地・大丸前駅
旧居留地・大丸前駅（きゅうきょりゅうち・だいまるまええき）は、神戸市中央区三宮町三丁目にある神戸市営地下鉄海岸線の駅である。
駅番号はK02。

## 歴史
- 2001年（平成13年）7月7日：神戸市営地下鉄海岸線の開通と同時に開業[1]。

## 駅構造
島式ホーム1面2線の地下駅である。
地下2階にコンコース、改札があり、地下3階にプラットホームがある。トイレは改札内にある。
地下通路により大丸神戸店（本館）、旧居留地、及び三宮駅方面と接続している。地下通路を通って隣駅の三宮・花時計前駅までまっすぐ歩くこともできる。
周辺には大丸神戸店のほか、旧居留地界隈、元町通商店街、南京町の中華街など神戸を代表する商業地や観光地が位置しており、駅イメージテーマを「エキゾチックシティ」とした。コンコース通路には、旧居留地にある洋風建築に倣い、オーダーを壁面にデザインし、旧居留地の雰囲気を駅の中にも表現した。駅全体の色調をグレーで統一し、この駅を訪れる乗客の色彩が引き立つようにした。ホームの対向壁は地下に差し込む光の筋をドットで表現している。また、コンコースから大丸神戸店につながる通路の壁は大理石調の大判タイルで仕上げるとともに、光の色が変わる壁面照明を設置し、鮮やかな印象が残るように配慮した。また、壁面にはコルトンやウィンドウを設置し、商業施設への期待感を高めている。

### のりば
| ホーム | 路線   | 行先               |
| ------ | ------ | ------------------ |
| 1      | 海岸線 | 三宮・花時計前行き |
| 2      | 海岸線 | 新長田方面         |

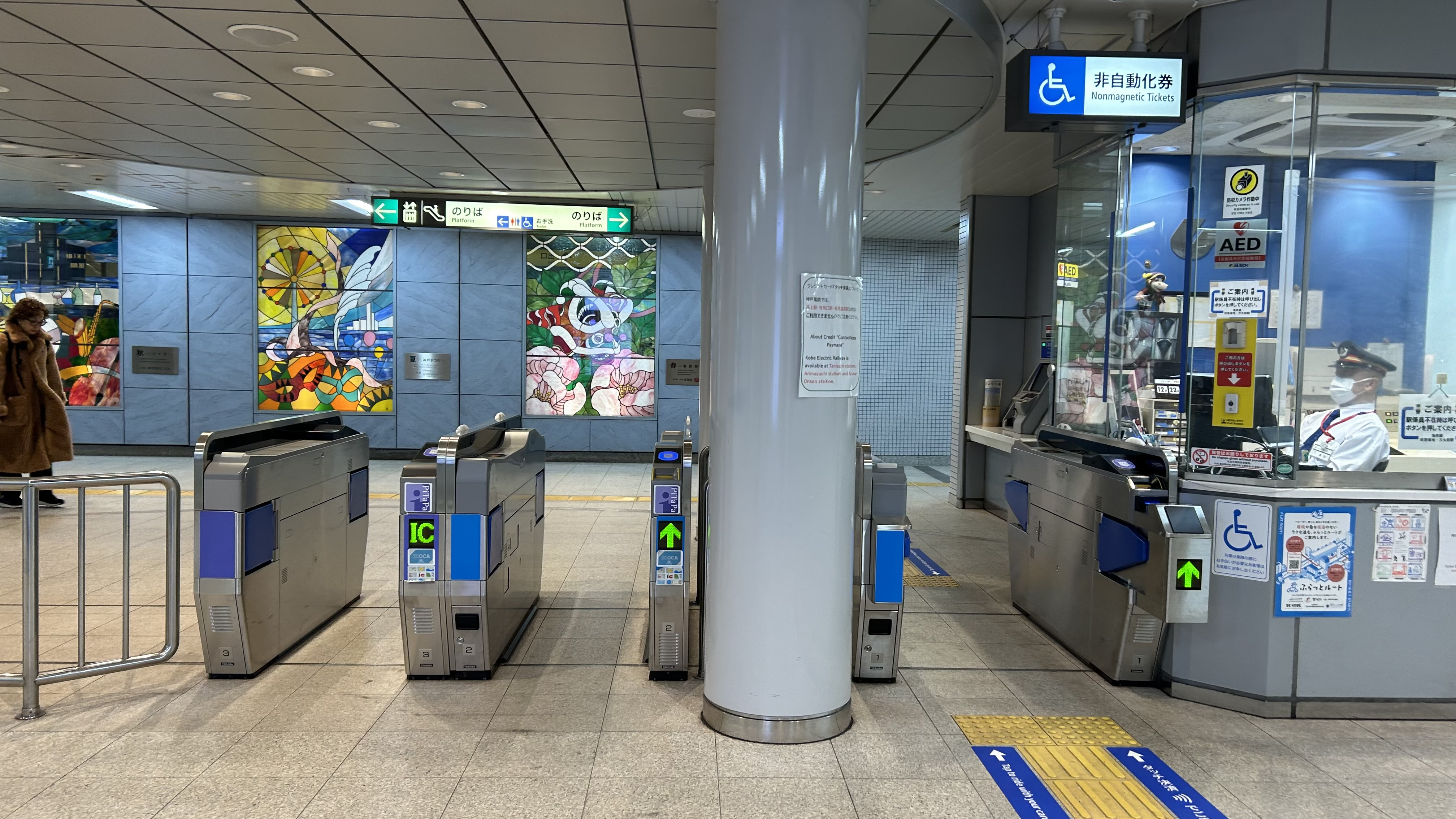
改札口
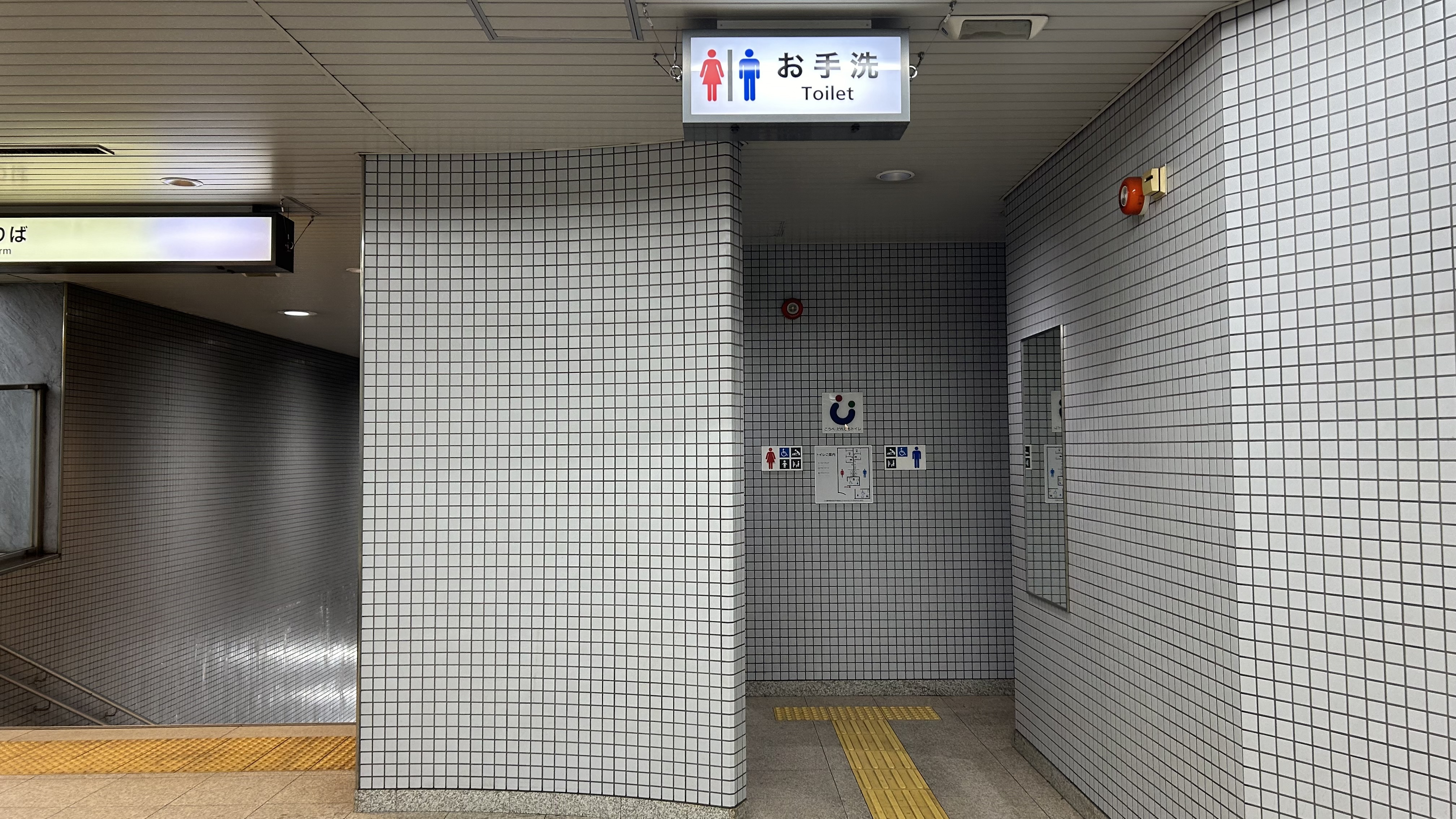
トイレ
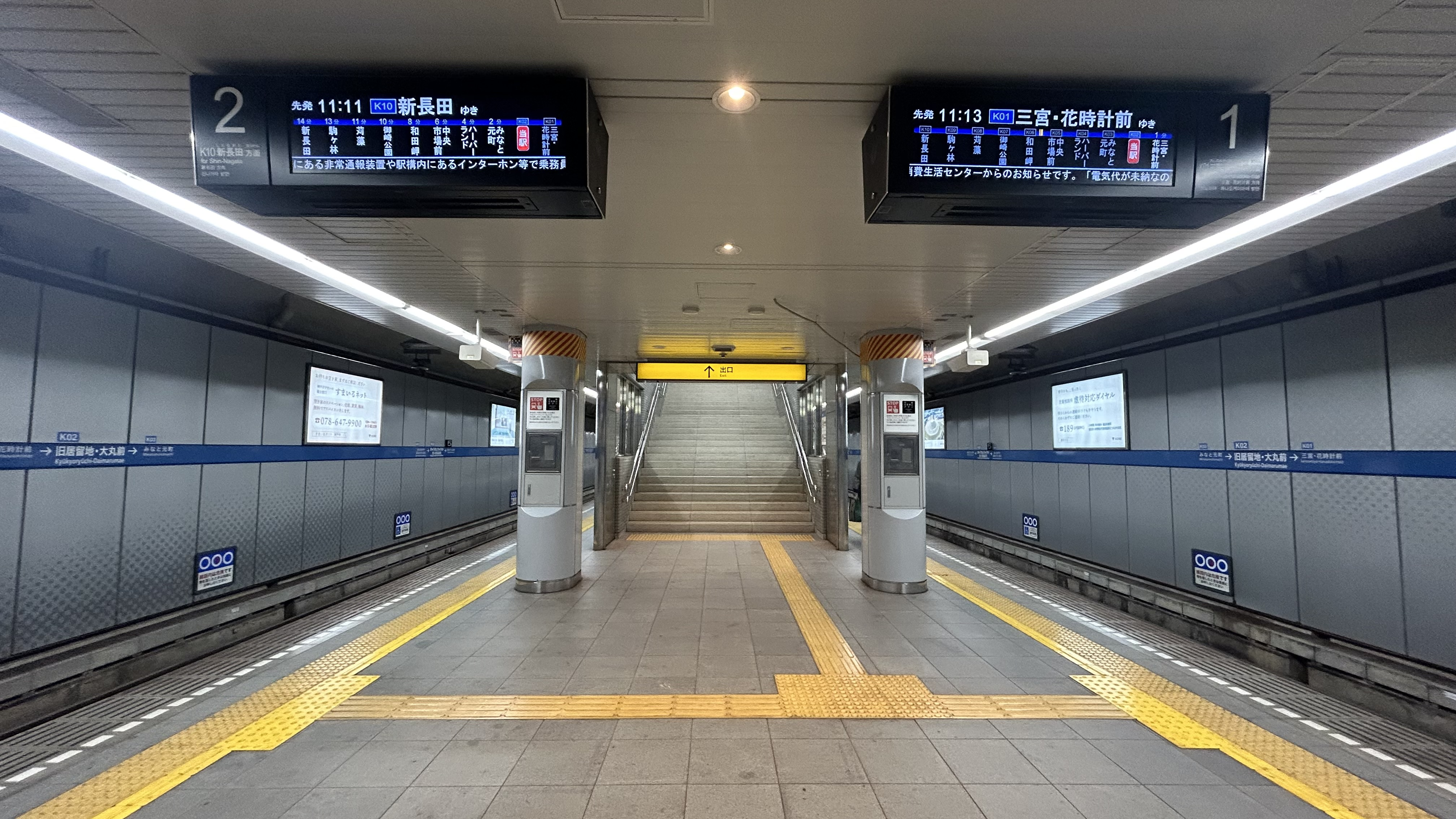
ホーム

### 出口
出口は合計で4箇所ある。
JR・阪神元町駅は出口2が最寄りである
| 出口番号 | 位置                                   | 備考             |
| -------- | -------------------------------------- | ---------------- |
| 1        | 大丸神戸店直結                         | エレベーターあり |
| 2        | 北緯34度41分22.0秒 東経135度11分24.3秒 | エレベーターあり |
| 3        | 北緯34度41分23.5秒 東経135度11分27.7秒 |                  |
| 4        | さんぽちか直結                         |                  |

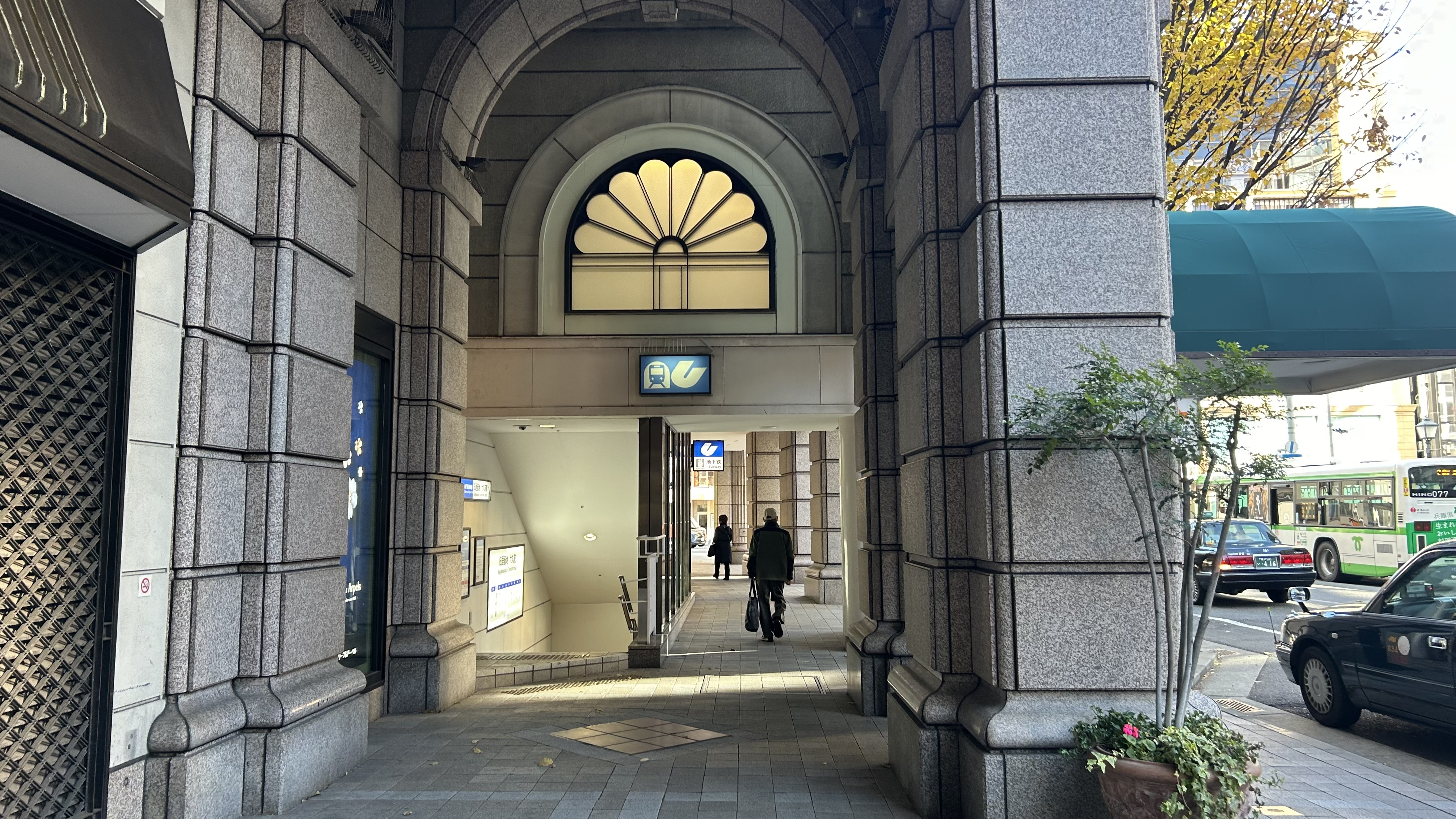
出口1
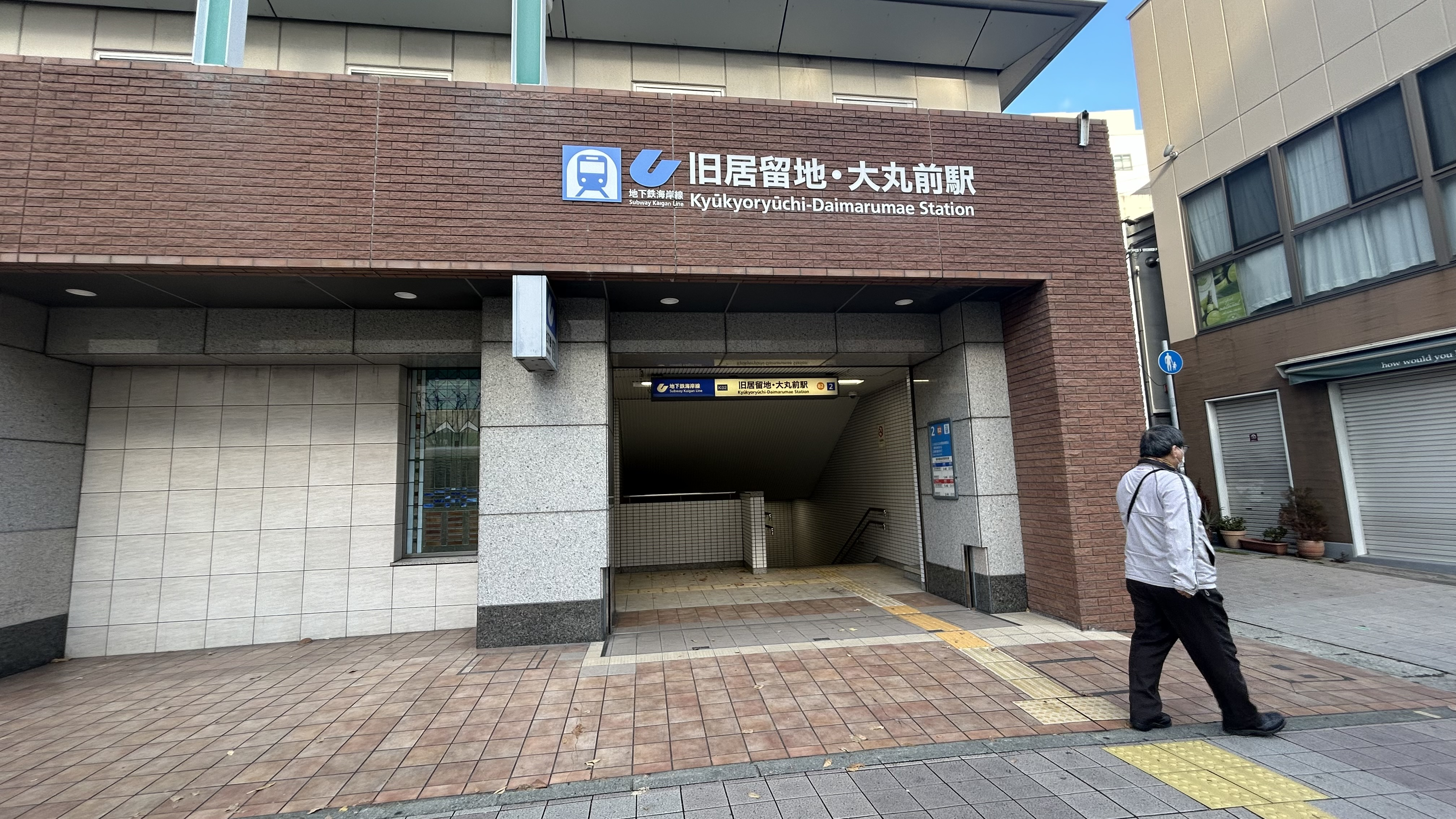
出口2
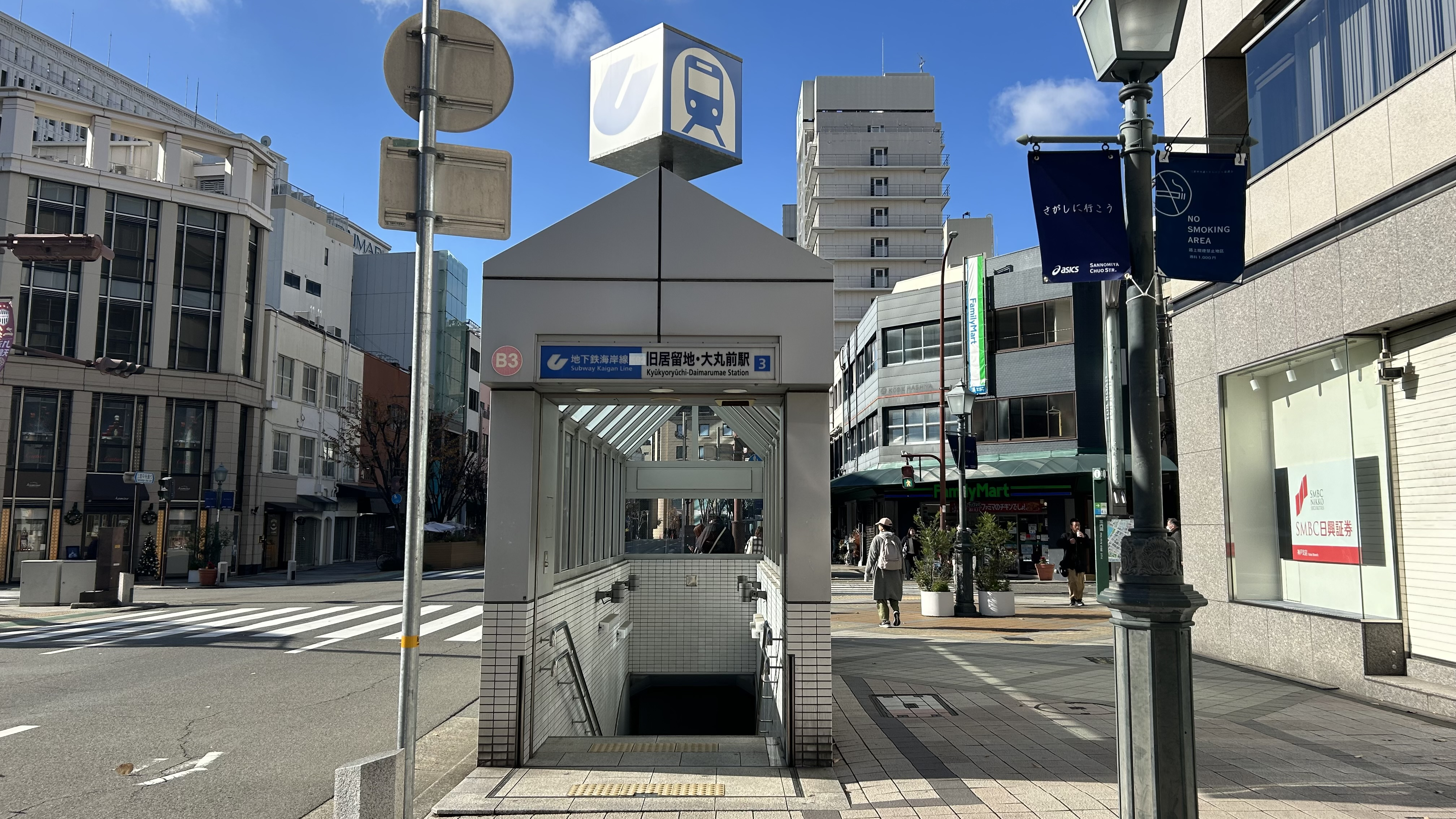
出口3
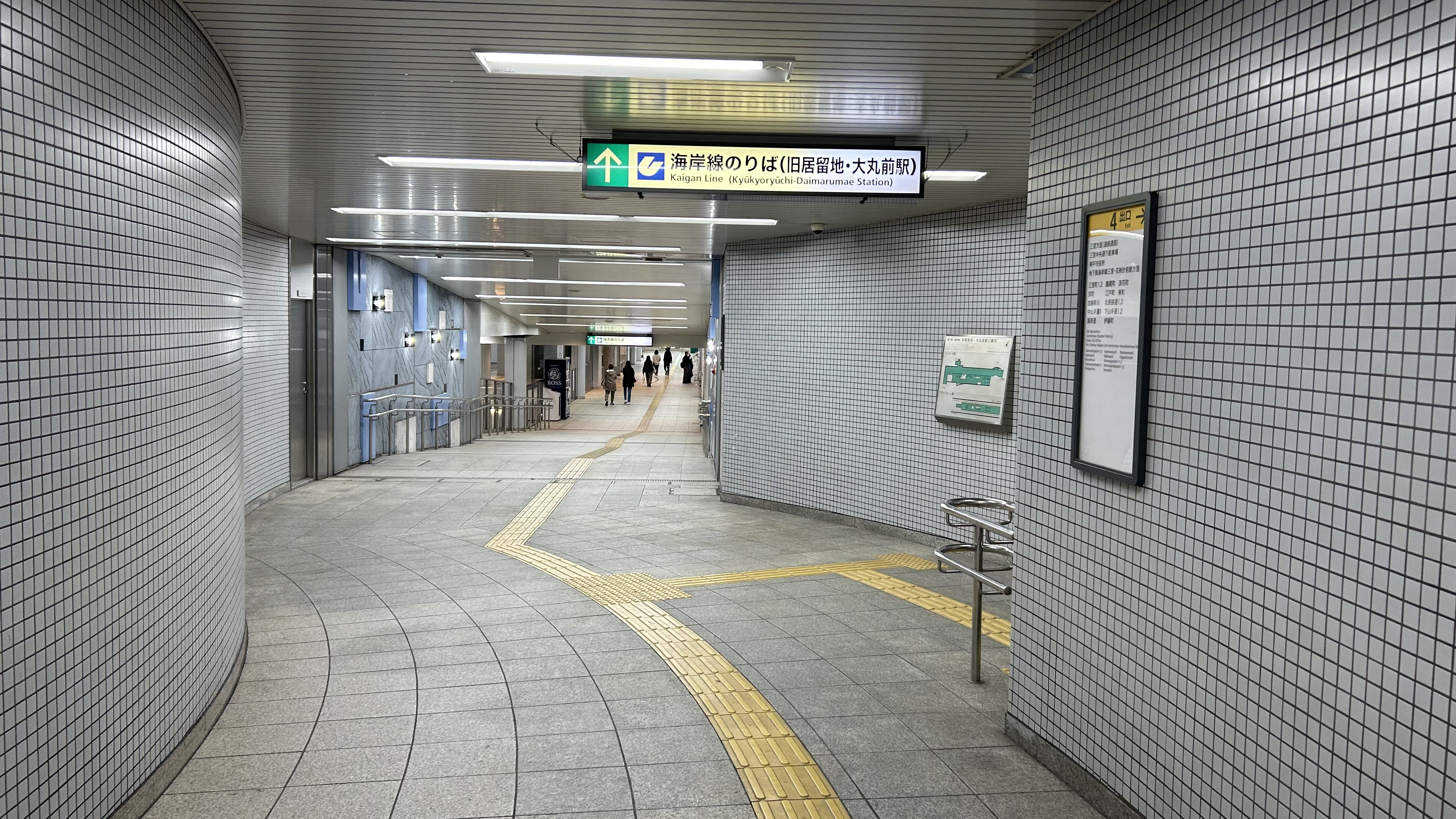
出口4
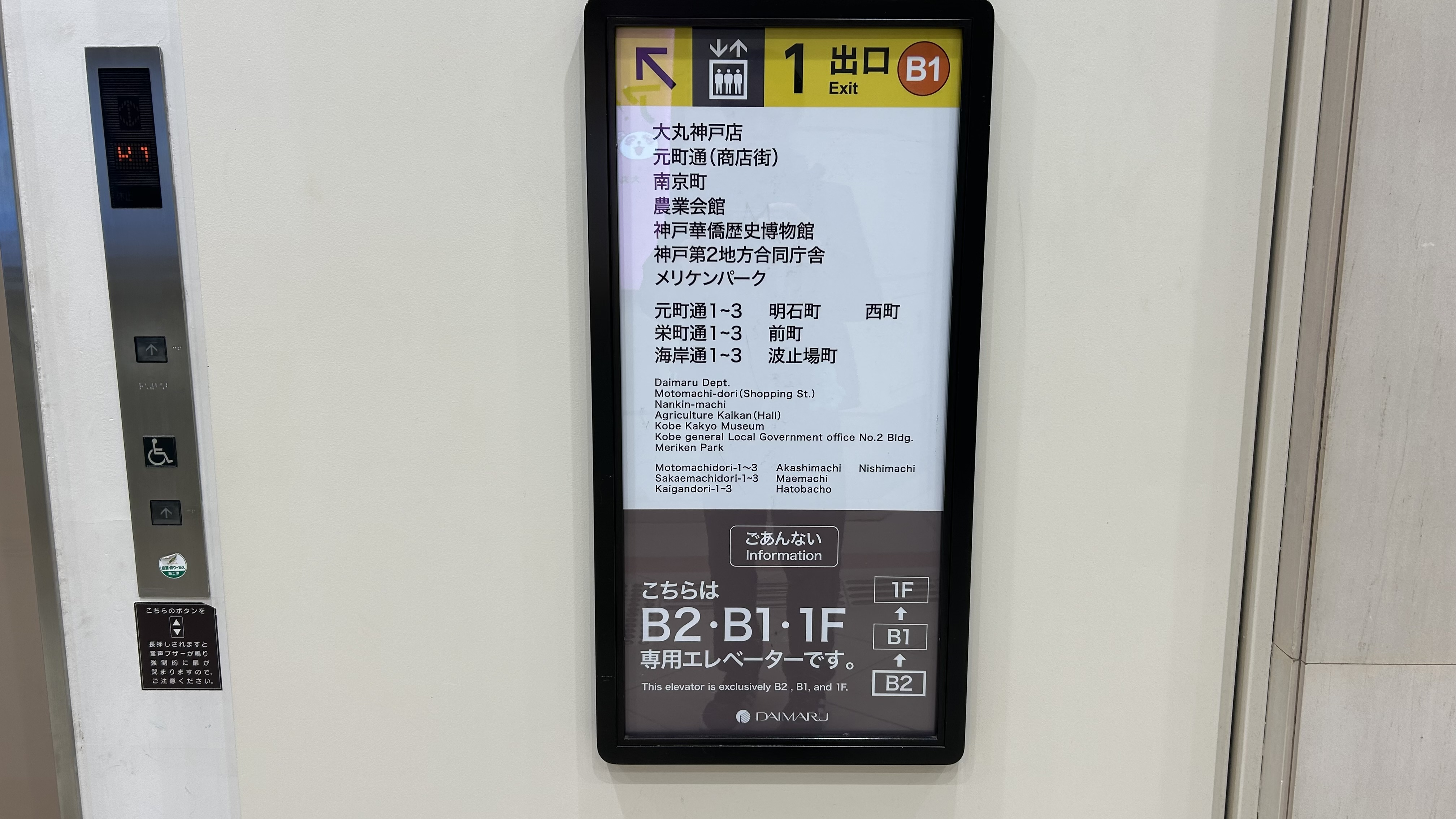
出口1案内
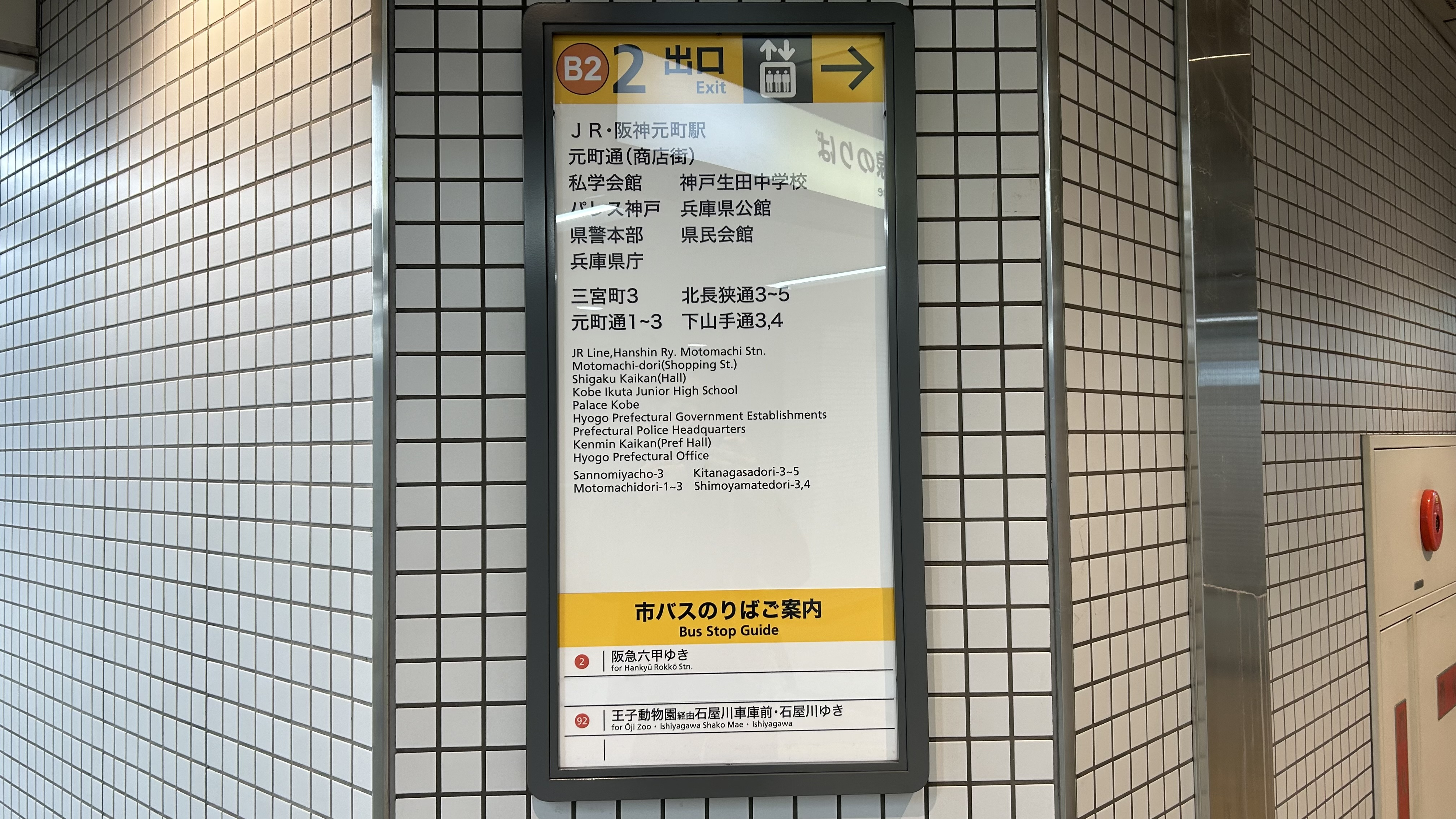
出口2案内
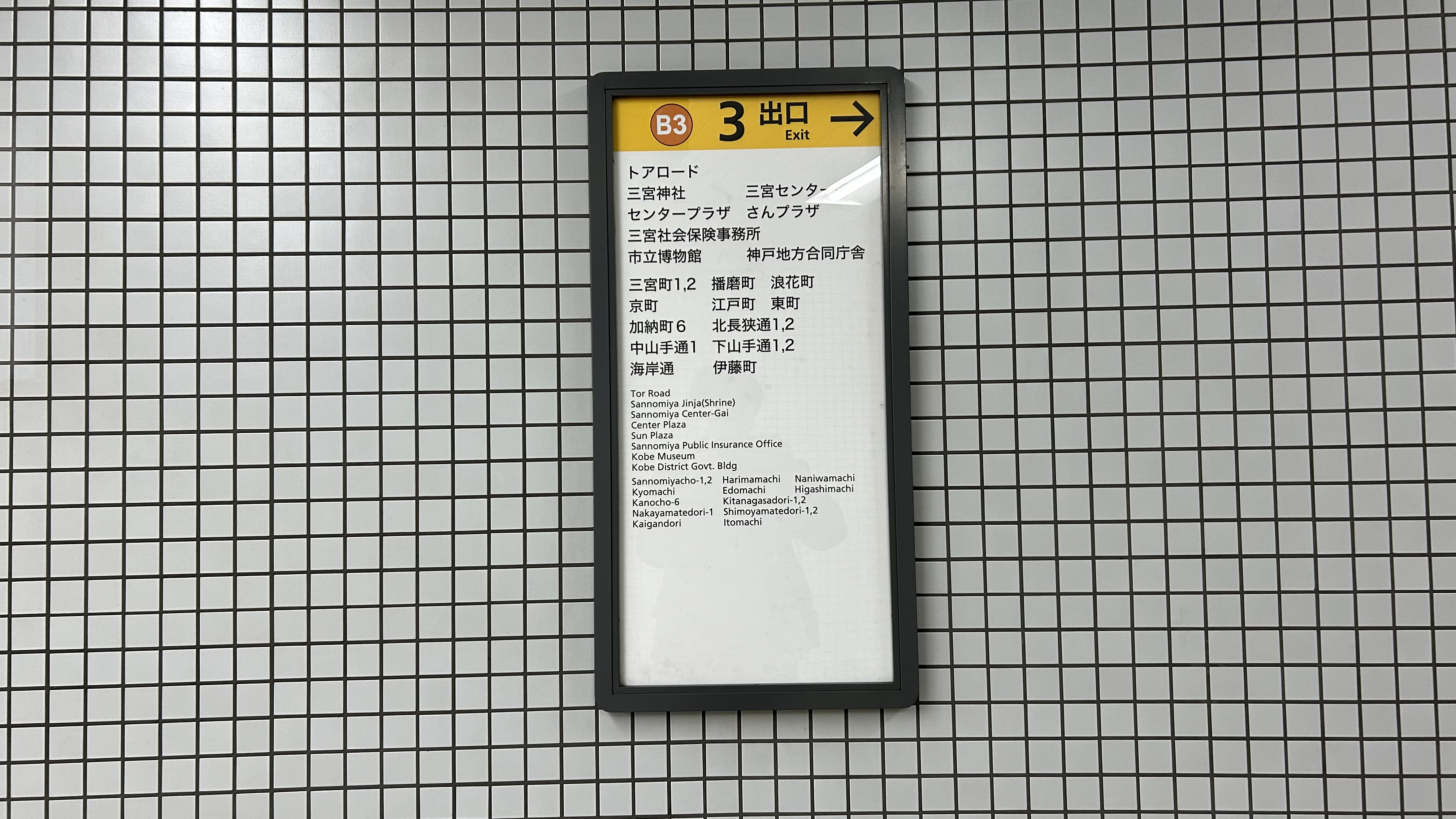
出口3案内
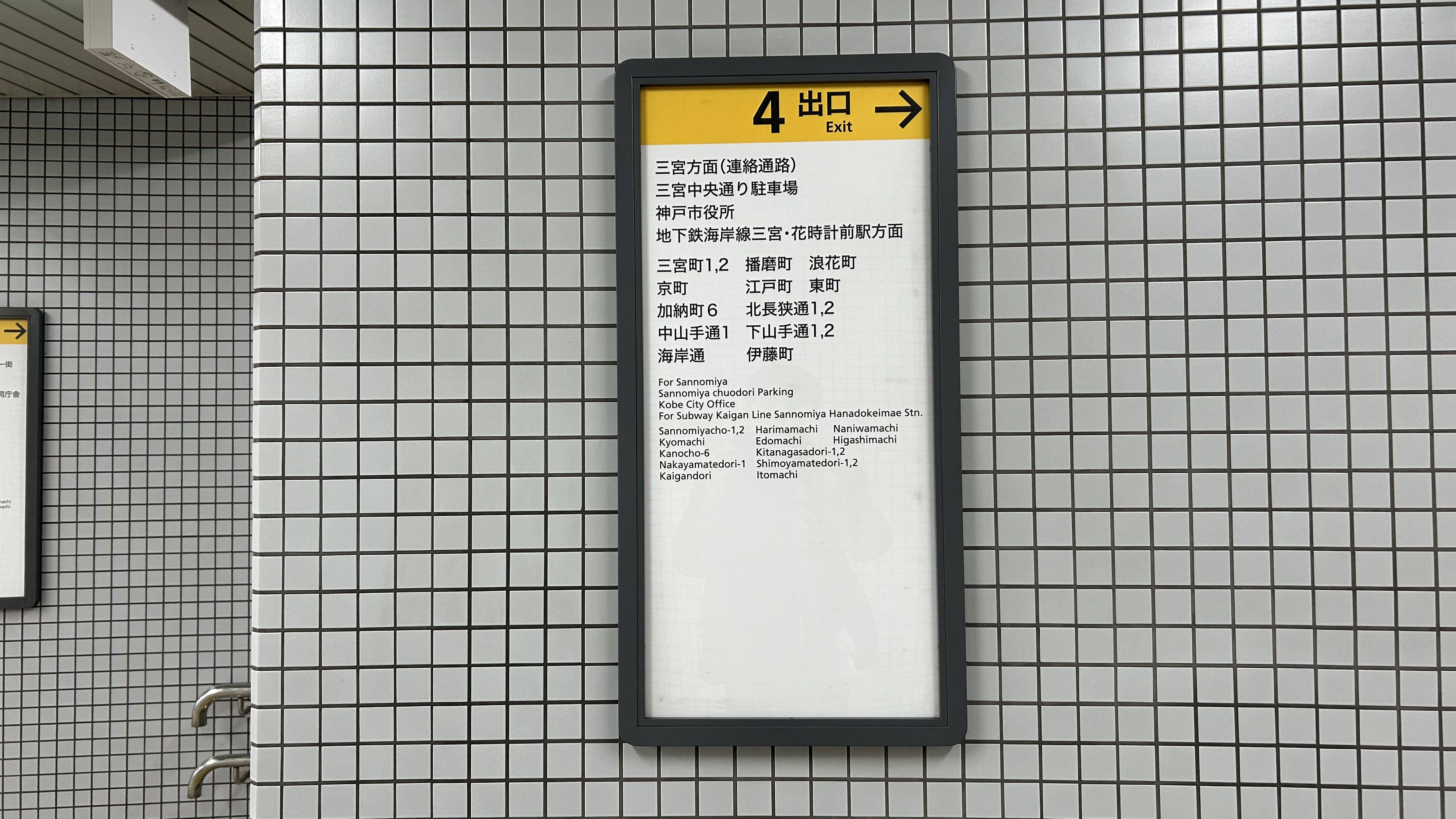
出口4案内

## ダイヤ
上下とも毎時6本の運行。

## 利用状況
2022年度の1日平均乗車人員は1,713人である。開業から2006年度までは上昇傾向にあったが、それ以降は減少し、2009年度以降は開業時の乗車人員を下回っている。
- 2000年度の時点では、2005年度の予測乗車人員は11,772人であった[6]。しかし、現在も乗車人員は計画時の2割にも満たない。

開業以降の1日平均乗降・乗車人員は下表のとおり。
| 年度               | 1日平均 乗降人員 | 1日平均 乗車人員 |
| ------------------ | ---------------- | ---------------- |
| 2001年（平成13年） |                  | 2,188            |
| 2002年（平成14年） |                  | 2,081            |
| 2003年（平成15年） |                  | 2,285            |
| 2004年（平成16年） |                  | 2,303            |
| 2005年（平成17年） | 4,479            | 2,350            |
| 2006年（平成18年） |                  | 2,396            |
| 2007年（平成19年） |                  | 2,334            |
| 2008年（平成20年） |                  | 2,216            |
| 2009年（平成21年） |                  | 1,945            |
| 2010年（平成22年） |                  | 1,900            |
| 2011年（平成23年） |                  | 1,860            |
| 2012年（平成24年） |                  | 1,955            |
| 2013年（平成25年） |                  | 2,030            |
| 2014年（平成26年） |                  | 1,953            |
| 2015年（平成27年） |                  | 1,930            |
| 2016年（平成28年） |                  | 1,906            |
| 2017年（平成29年） |                  | 1,952            |
| 2018年（平成30年） |                  | 2,011            |
| 2019年（令和元年） |                  | 2,000            |
| 2020年（令和02年） | 2,862            | 1,431            |
| 2021年（令和03年） |                  | 1,522            |
| 2022年（令和04年） |                  | 1,713            |

## 駅周辺
駅名の由来となった大丸神戸店と地下で直結している。周囲は元町通商店街、日本の三大中華街の一つである南京町、旧居留地である。

### 近隣の鉄道路線
- 西日本旅客鉄道（JR西日本）
  - 東海道本線（JR神戸線） - 元町駅[1]
- 阪神電気鉄道
  - 本線・神戸高速線 - 元町駅[1]

※およそ100メートル北
- 神戸市営地下鉄
  - 山手線 - 県庁前駅 S04

※県庁前駅はおよそ300メートル北。

### その他周辺施設

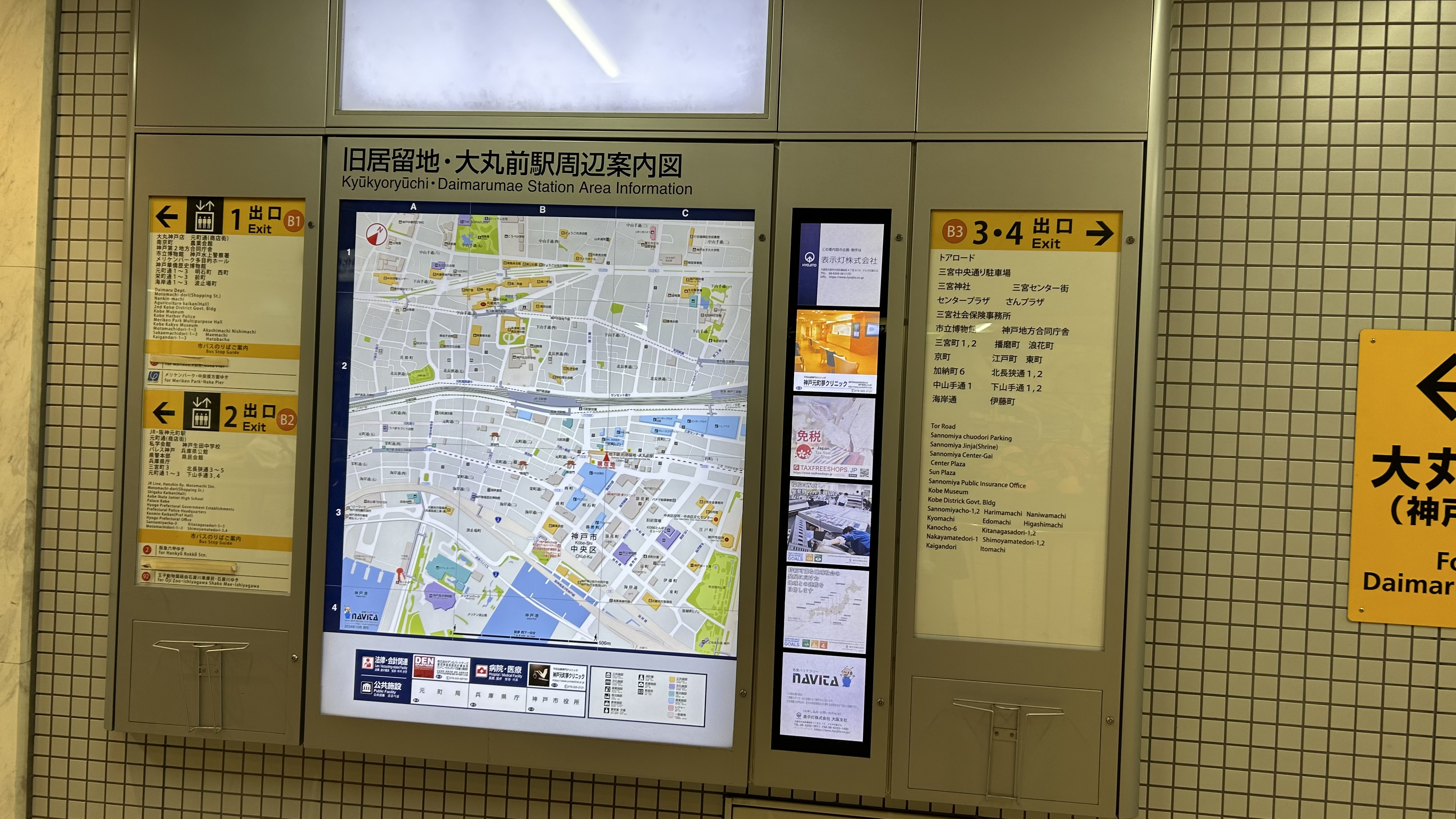
総合出口案内

- タクシー乗り場（大丸西入口北側）
- 南京町
- 旧居留地15番館
- 旧居留地38番館
- チャータードビル[1]
- 商船三井ビル[1]
- 三宮神社
- 大丸神戸店[1]（旧居留地40番）
- 旧居留地[1]
- 三井住友銀行神戸営業部・神戸公務部・三宮ローンプラザ・藤原台支店・神戸駅前支店（旧神戸銀行→太陽神戸銀行本店）  - ※2023年11月13日より、藤原台支店が、2024年2月13日より、神戸駅前支店が移転し共同店舗となった。
- みなと銀行本店
- 神戸朝日ビル
- 四国銀行神戸支店
- 伊予銀行神戸支店
- 中国銀行神戸支店
- 三菱UFJ銀行神戸支店・神戸中央支店・兵庫支店・長田支店・東神戸支店
神戸支店の場所に神戸中央支店が移転し、現在はブランチインブランチにて営業。移転前の神戸中央支店は東神ビルディング（現：神戸御幸ビル）1階にあった。窓口は1階と2階に分かれており、2階窓口へは構造上車椅子で行くことが出来ない。
- 三菱UFJ信託銀行神戸支店
- ノーリツ本社

- 総合出口案内

### バス路線
- 神戸市バス（元町1丁目停留所）
  - 2系統 野崎通・青谷・篠原・阪急六甲方面行き（2号出口前）
  - 92系統 上筒井・水道筋・石屋川車庫前・石屋川方面行き（2号出口前）
    - 2系統と92系統は当停留所始発で本数も多い。
- 神姫バス（元町商店街（南京町前）停留所）
  - シティー・ループ ポートタワー・ハーバーランド方面行き
  - 11系統　神戸駅南口行き（平日ハーバーランド経由）

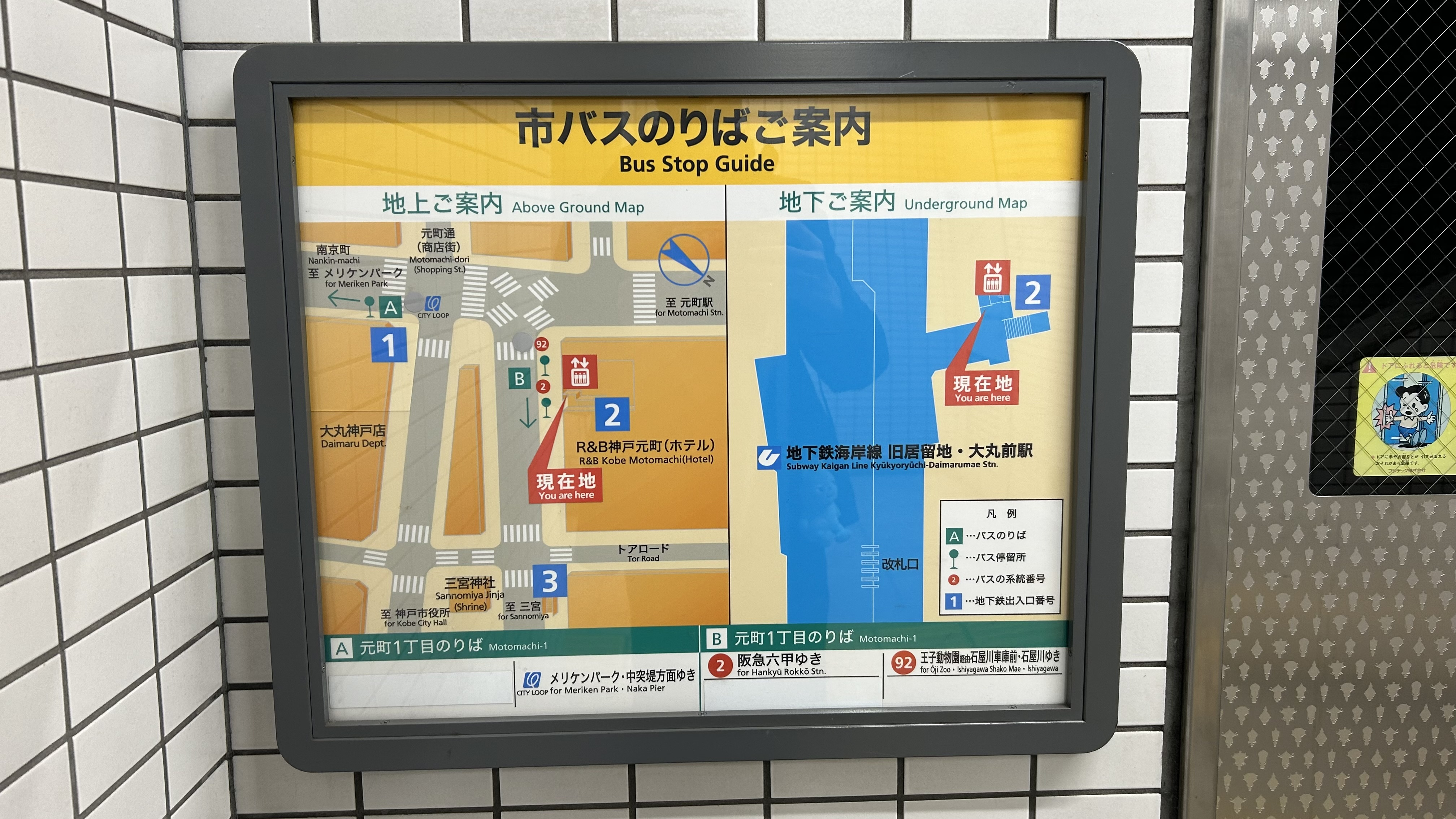
市バス案内

## その他
- 建設時の仮称は「元町駅」であった。
- 海岸線の各駅には、海岸線開業を記念し神戸市が募集した2000年生まれの赤ちゃんの「手形・足形タイル」が飾られており、当駅には韓国の男性アイドルグループTREASUREメンバーのヨシ（金本芳典）の手形足形がある[10]。同様に三宮・花時計前駅には柔道の阿部詩、新長田駅にはフィギュアスケートの坂本花織、ハーバーランド駅にはゴルフの古江彩佳、安田祐香の赤ちゃん時代の手形足形が飾られている[11]。
- 2016年3月26日にJR北海道石北本線の旧白滝駅が廃止されたため、日本の駅名では「旧」がつく唯一の駅となった。

## 隣の駅
神戸市営地下鉄
海岸線
三宮・花時計前駅 （K01）　-　旧居留地・大丸前駅 （K02） -　みなと元町駅 （K03）
- （）内は駅番号を示す。